# 大宋僧史略
『大宋僧史略』（だいそう そうしりゃく）は、中国北宋初の僧賛寧が著わした、伝来以来の
中国の仏教に関する制度の淵源と沿革に関する歴史書である。全3巻。咸平2年（999年）重修成立。

## 構成
巻上
1. 佛降生年代
2. 僧入震旦
3. 経像東伝
4. 創造伽藍（附 浴佛行像）
5. 訳経
6. 訳律
7. 訳論
8. 東夏出家
9. 服章法式
10. 立壇得戒
11. 尼得戒由
12. 受斎懺法
13. 礼儀沿革
14. 注経
15. 僧講
16. 尼講
17. 造疏科経
18. 解律
19. 解論
20. 都講
21. 伝禅観法（附 別立禅居）
22. 此土僧遊西域
23. 伝密蔵（附 外学）

巻中
1. 道俗立制
2. 行香唱導
3. 讃唄之由
4. 僧寺綱糾
5. 立僧正（附 立尼正）
6. 僧統
7. 沙門都統
8. 左右街僧録
9. 僧主副員
10. 講経論首座
11. 国師
12. 雑任職員
13. 僧主秩俸（附 尼）
14. 管属僧尼（附 祠部牒）
15. 僧道班位
16. 内道場（附 生日道場）
17. 僧籍弛張

巻下
1. 誕辰談論（附 内斎）
2. 賜僧紫衣
3. 賜師号（附 徳号）
4. 内供奉并引駕
5. 封授官秩
6. 方等戒壇
7. 結社法集
8. 賜夏臘
9. 対王者称謂
10. 臨壇法位
11. 度僧規利
12. 賜諡号
13. 菩薩僧
14. 得道証果（附 尼）
15. 大秦末尼
16. 駕頭床子
17. 城闍天王
18. 上元放灯
19. 総論